# Anónimo IV
Anónimo IV é a designação dada ao escritor de um importante tratado de teoria musical de música medieval. É provavelmente um estudante inglês que trabalhou na Catedral de Notre-Dame de Paris, por volta das décadas de 1270 e 1280. Nada é sabido acerca da sua vida, nem mesmo o seu nome. Os seus escritos sobrevivem em duas cópias parciais de Bury St Edmunds, uma do século XIII e outra do século XIV.
A par de Johannes Gallicus e de Franco de Colónia, cujos trabalhos precedem o de Anónimo IV, os seus escritos são a fonte principal para se entender a polifonia da Escola de Notre Dame. É principalmente notado por ter escrito sobre Léonin e Pérotin, dando assim nomes aos dois dos compositores da música da Escola de Notre Dame, que de outra forma teriam permanecido anónimos. Léonin e Pérotin estão entre os mais antigos compositores europeus cujos nomes são conhecidos. Apesar de terem provavelmente morrido 50 anos antes dos seus escritos, ele descreve-os como sendo ainda famosos pelo nome e como parte de uma tradição viva naquele tempo.
Anónimo IV menciona Léonin e Pérotin como os melhores compositores de organum e de discant, respectivamente. Menciona também composições específicas de Pérotin, incluindo as obras em quatro partes, Viderunt e Sederunt. Anónimo também menciona o trabalho do teórico Franco de Colónia e dá descrições de organum, discantus, modos rítmicos, regras para uso de consonância e dissonância, notação e géneros de composição.